# Vida pessoal de Leonardo da Vinci
Leonardo da Vinci (15 de abril de 1452 – 2 de maio de 1519) é considerado como um arquétipo do Homem da Renascença.  Pouco se sabe sobre a sua vida pessoal e ele mesmo parece ter sido extremamente reservado no que respeita às suas relações mais íntimas. No entanto, tem sido investido bastante esforço de pesquisa e especulação sobre este aspecto da sua vida, tanto pelo fascínio que o seu gênio artístico e científico exerce, como pelo seu aparente magnetismo pessoal.
A descrição e a análise da personalidade de Leonardo, dos seus desejos pessoais e comportamento íntimo baseia-se num grande número de fontes: registos sobre Leonardo, as suas biografias, os seus próprios diários, as suas pinturas e desenhos, os seus associados e especulações de contemporâneos seus. Este conjunto de informações revela o quadro de um homem que parece ter tido uma vida familiar encorajadora, que trabalhou cooperativamente com terceiros, tanto como aprendiz como mestre, e que providenciou bem pelas necessidades dos que estavam à sua responsabilidade.

## Descrições contemporâneas

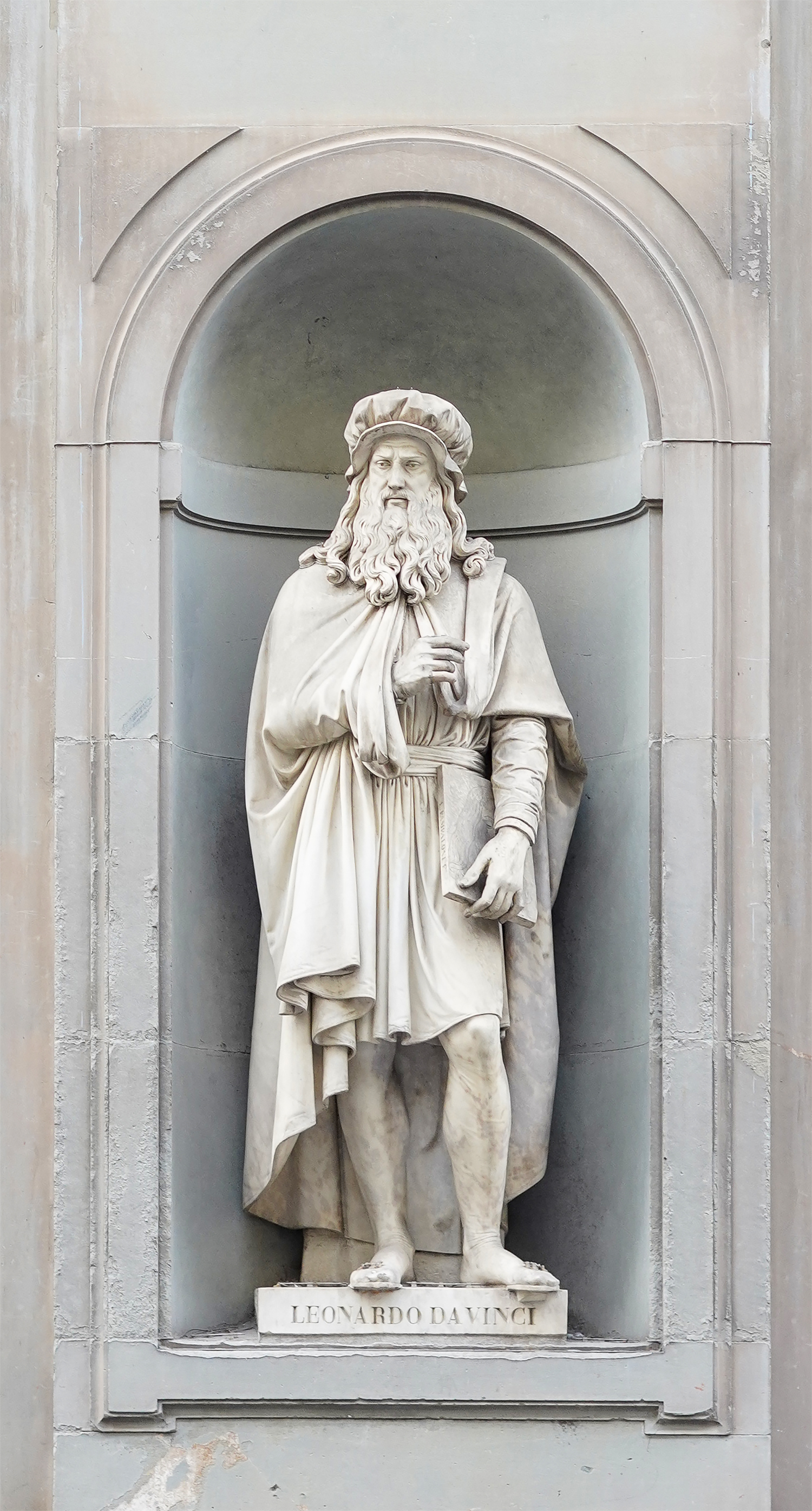
Estátua de Leonardo no exterior da Galleria degli Uffizi, em Florença, baseada em descrições de contemporâneos do artista.

As descrições de contemporâneos de Leonardo e os seus retratos combinam-se para criar uma imagem de um homem alto, atlético e extremamente atraente. Os seus retratos mostram que, na sua velhice, usava o cabelo comprido num tempo em que a maioria dos homens o usava curto ou pelos ombros, e a barba curta ou a cara barbeada. A barba de Leonardo, por seu lado, descia-lhe até ao peito. A sua roupa era descrita como diferente, na escolha de cores vivas e de túnicas curtas, ao gosto dos mais novos, já que os homens da sua idade vestiam normalmente trajes compridos. A imagem de Leonardo, na sua velhice, foi recriada na estátua que se encontra no exterior da Galleria degli Uffizi, em Florença.

### As descrições de Vasari
De acordo com Vasari, "no decurso normal dos tempos nascem muitos homens e mulheres possuidores de talentos características notáveis; mas ocasionalmente, de uma forma especial que transcende o natural, uma única pessoa é maravilhosamente dotada pelos ceús com beleza, graça e talento em tanta abundância que deixa os outros homens muito para trás... todos reconhecem que esta é a verdade acerca de Leonardo da Vinci, um artista de beleza física invulgar que se comporta com infinita elegância em tudo o que faz e que cultiva o seu génio tão brilhantemente que todos os problemas que estudou foram resolvidos com simplicidade. Possuía grande força e destreza; foi um homem de esplêndido espírito e com uma tremenda inteligência...".

### Retratos
A representação mais conhecida da rosto de Leonardo é um desenho a giz vermelho que parece ser um auto-retrato. No entanto, a identificação é controversa dado que o homem representado aparenta ter mais idade que os 67 anos que Leonardo viveu. Foi sugerido, no entanto, que Leonardo teria "envelhecido" o seu retrato propositadamente, tal como um artista forense moderno o faria, para providenciar um modelo a Rafael no seu afresco A Escola de Atenas, em que Platão é representado com as feições de Leonardo.
É geralmente aceito que um retrato em perfil existente na Pinacoteca Ambrosiana, em Milão, representa Leonardo, também com cabelos compridos e barba esvoaçante. A imagem foi repetida na gravura utilizada para a primeira edição da obra de Vasari, Vidas.

### Talentos e hábitos pessoais

#### Personalidade
Leonardo era um homem de grande magnetismo pessoal, simpatia e generosidade, e foi geralmente respeitado e acarinhado pelos seus contemporâneos. De acordo com Vasari, "o temperamento de Leonardo era tão adorável que ele dispunha do afecto de toda a gente". Era um "conversador brilhante" que encantava Ludovico il Moro com a sua inteligência. Vasari resume a sua descrição dizendo "Na aparência era notável e belo, e a sua magnificente presença confortava as almas mais perturbadas; era tão persuasivo que conseguia vergar os outros à sua própria vontade. Era tão forte fisicamente que conseguia enfrentar a violência e, com a sua mão direita, entortava ferraduras e batentes de ferro como se fossem de chumbo. Era tão generoso que alimentava todos os seus amigos, ricos ou pobres... O seu nascimento deu a Florença uma excelente prenda, e a sua morte castigou-a com uma perda incalculável".
Algumas das sabedorias pessoais de Leonardo transparece de um conjunto de fábulas que escreveu. Um dos temas prevalecentes é o erro de uma auto-estima exagerada e os benefícios que se podem ganhar com humildade, atenção e iniciativa.
Por volta de 1480, Leonardo demostrou possível melancolia ou depressão em seus cadernos: "Me diga se alguma coisa já foi feita... me diga... me diga..." e "Embora eu achasse que estivesse aprendendo a viver, eu estava aprendendo a morrer."

#### Prodígio infantil

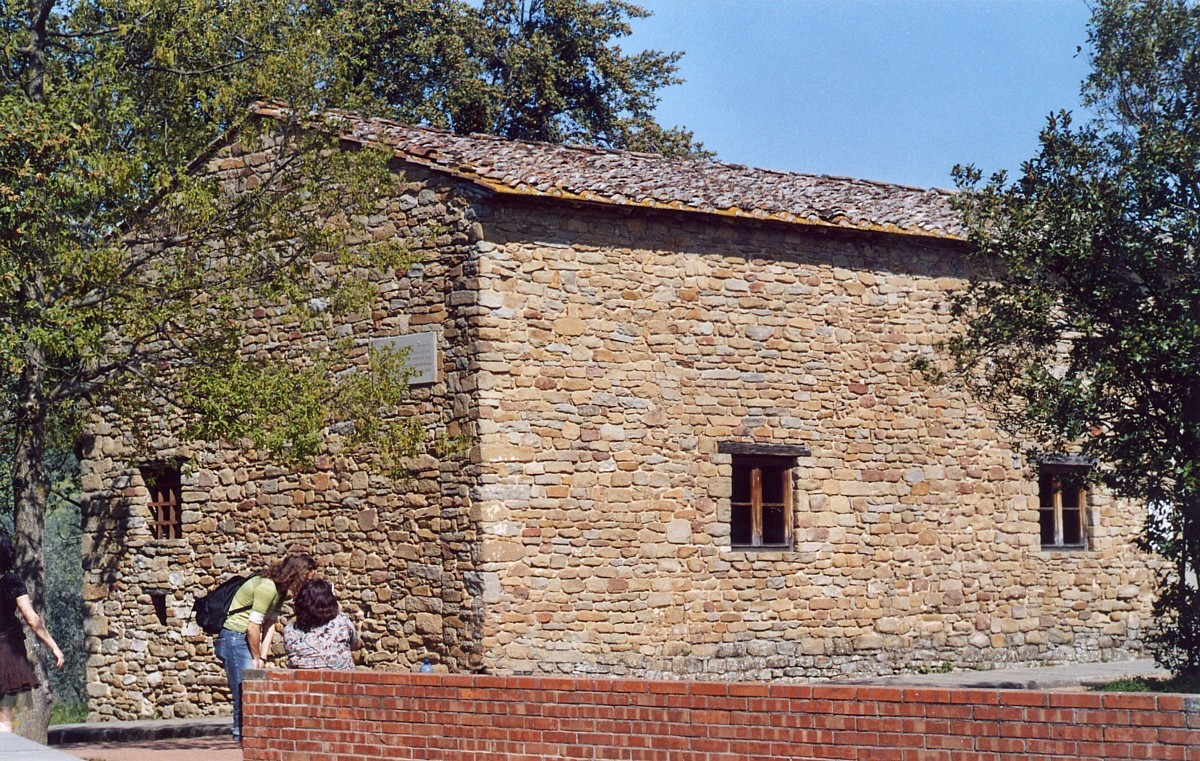
A casa da infância de Leonardo, em Anchiano.

Vasari relata que o jovem Leonardo "teria sido brilhante nas suas primeiras lições, se não fosse tão volátil e flexível; pois estava constantemente a tentar aprender uma multiplicidade de coisas diferentes, desistindo da maior parte ao fim de pouco tempo. Quando começou a estudar aritmética, conseguiu, em poucos meses, um progresso tão notável que deixava espantado o seu mestre com as perguntas que fazia e os problemas que colocava... Constantemente, durante estas suas iniciativas, Leonardo nunca parava de desenhar..."
O pai de Leonardo, Ser Piero, percebendo que os talentos do seu filho eram extraordinários, decidiu mostrar alguns dos seus desenhos ao seu amigo, Andrea del Verrocchio, que tinha um dos maiores ateliers de arte de Florença. Leonardo foi aceito com aprendiz e "rapidamente provou ser um geómetra de primeira classe". Vasari afirma que durante a sua juventude, Leonardo fez um certo número de bustos de barro representando mulheres e crianças sorridentes, dos quais foram feitos moldes que ainda eram vendidos pelo atelier passados 80 anos. De entre as suas primeiras pinturas conhecidas, está uma Anunciação atualmente exposta nos Uffizi em Florença, o anjo que pintou em colaboração com Verrocchio no Baptismo de Cristo e uma pequena predela da Anunciação (provavelmente a sua peça mais antiga conhecida) para ser colocada por baixo de uma altar por Lorenzo di Credi.

#### Interesses
A diversidade dos interesses de Leonardo, notado por Vasari desde a infância, expressar-se-ia nos seus diários, que registam as suas observações científicas sobre a natureza, as suas dissecações de cadáveres para compreender a sua anatomia, as suas experiências com máquinas voadoras, para gerar energia a partir da força da água e para o cerco de cidades, os seus estudos de geometria e os seus projetos de arquitetura, bem como memorandos pessoais e escrita criativa, incluindo fábulas.

#### Talentos musicais
É aparente pelas descrições de Vasari que Leonardo aprendeu a tocar lira na infância e que tinha grande capacidade de improvisação. Por volta de 1479, Leonardo criou uma lira com a forma de cabeça de cavalo, feita "quase inteiramente em prata", cujo tom era "sonoro e ressonante". Lorenzo de Medici soube desta lira e querendo melhorar as suas relações com Ludovico Sforza, o usurpador do Ducado de Milão, enviou por Leonardo a lira como oferta ao Duque. O desempenho musical de Leonardo foi de tal forma superior aos dos músicos da corte de Ludovico que deixou o Duque encantado.

#### Amor pela natureza
Leonardo sempre amou a natureza. Nas proximidades da sua casa de infância há montanhas, árvores, rios e animais selvagens. Este ambiente de juventude terá estado na origem do interesse de Leonardo pela natureza, proporcionado-lhes as condições perfeitas para observação e estudo do mundo natural e, talvez, pela pintura. As duas recordações mais antigas que relatou são de um papagaio de papel pairando sobre o seu berço e de uma gruta nos bosques.

#### Vegetarianismo
O amor de Leonardo pelos animais está documentado em relatos dos seus contemporâneos, nas suas biografias mais antigas e nos seus livros de notas. Contrariamente aos costumes da época, Leonardo chegou mesmo a questionar a moralidade de comer animais quando tal não era indispensável à saúde. Coerente com as suas ideias, Leonardo tornou-se vegetariano. Edward MacCurdy indica que "...a mera ideia de permitir sofrimento desnecessário, mais ainda do que matar (animais), era repugnante para ele. Vasari indica, como exemplo do amor de Leonardo pelos animais, que quando em Florença, ao passar por vendedores de pássaros, Leonardo os retirava das gaiolas com as suas próprias mãos e, depois de pagar o preço pedido, os deixava voar, devolvendo-os à liberdade."
Que este horror a infligir dor era tal que o levou a tornar-se vegetariano pode ser inferido de uma referência que aparece numa carta enviada por Andrea Corsali a Juliano II de Médici, na qual, depois de descrever uma raça indiana chamada Gujerats (provavelmente uma referência ao Jainismo do estado Indiano do Gujarat) que não comem nada que contenha sangue nem ferem nenhum ser vivo como, refere, "o nosso Leonardo da Vinci."
Leonardo escreveu nos seus livros de notas, que apenas foram decifrados no início do século XIX:
"Se és, como te descreves a ti próprio, o rei dos animais -- seria preferível que te chamasses a ti próprios rei das feras selvagens porque és a maior de todas! -- porque não os ajudas para que possam ser capazes de oferecer os seus filhos ao teu palato, por mor do qual te transformaste num cemitério para todos os animais? Poderia ainda afirmar mais, se tal me fosse permitido."
Poder-se-ia questionar o valor atribuído por Leonardo à vida humana tendo em atenção os seus inúmeros projectos de armas mas, no entanto, nenhum dos seus projectos concebia armas ofensivas. É provável que a sua investigação no campo do armamento se inserisse na sua busca de mecenas ou, talvez, gostasse apenas de desenhar armas, como gostava de desenhar gárgulas. Leonardo projectava, contudo, vastas fortificações. Nas suas próprias palavras: "Quando cercado por tiranos ambiciosos, procuro formas de ataque e defesa com o objectivo de preservar o principal bem da natureza, a liberdade; e falo primeiro da localização das muralhas, e só depois de como os povos podem manter os seus bens e os seus reis". Leonardo referia-se à guerra como uma pazzia bestialissima (uma "loucura bestialíssima").

#### Canhoto
Tem-se afirmado que Leonardo "pode ser o artista canhoto mais reconhecido universalmente de todos os tempos", um facto documentado por numerosos autores da Renascença, e conspicuamente manifesto nos seus desenhos e na sua caligrafia. Nos seus livros de notas, escreveu em modo espelho devido a ser canhoto (era mais fácil), pelo que foi falsamente acusado de tentar ocultar o seu trabalho. Alguns especialistas antigos italianos discutiram se Leonardo também desenharia com a mão direita; historiadores Anglo-americanos recentes não dão crédito a estas alegações de ambidestria.

### Reconstrução da impressão digital
Alguns antropólogos italianos afirmam que conseguiram reconstruir a impressão digital do indicador esquerdo de Leonardo. A reconstrução resultou de três anos de pesquisas e pode ajudar na atribuição de pinturas e manuscritos ao artista, afirmou Luigi Capasso, director do Instituto de Pesquisa Antropológica da Universidade de Chieti, na Itália central. "Acrescenta o primeiro toque de humanidade. Sabíamos como Leonardo encarava o mundo e o futuro ... mas quem era ele? Este pedaço de informação biológica fala de um homem como qualquer outro, não sobre um génio", disse Capasso.
A descoberta pode lançar nova luz sobre uma grande variedade de temas, incluindo o tipo de comida preferido pelo artista ou sobre a se a sua mãe era de origem árabe. A pesquisa baseou-se em fotos de 200 impressões digitais, a maioria obtida de documentos manuseados por Leonardo. Capasso e outros peritos, afirmam que as impressões digitais podem conter traços de saliva, sangue ou da comida que estava a comer. O padrão da impressão digital, por sua vez, sugere uma origem oriental: "nem todas as populações tem impressões digitais típicas, mas as suas marcas partilham proporções específicas. As que encontrámos nesta (de Leonardo) impressão digital aplicam-se a 60% da população árabe, o que sugere a possibilidade que a sua mãe tenha origens no Médio Oriente", afirmou Capasso. A noção de que a mãe de Leonardo possa ter sido uma escrava trazida de Constantinopla para a Toscânia não é nova, e tem sido objecto de pesquisa autónoma,  mas foi refutada quando os pesquisadores Martin Kemp e Giuseppe Pallanti descobriram provas documentais de que Caterina era uma camponesa da região de Vinci.

### Relações pessoais
A informação sobre as relações pessoais de Leonardo provem de registos históricos e dos escritos dos seus muitos biógrafos, cuja disposição para discutir os aspectos relacionados com a identidade sexual do artista variou com as atitudes da época em que viveram. O seu biógrafo quase contemporâneo, Vasari, descreve dois belos jovens como "amados" de Leonardo em vários pontos dos escritos sobre a sua vida. No século XX, vários biógrafos tornaram mais explicita a referência à homossexualidade de Leonardo, embora outros tenham concluído que em grande parte da sua vida, Leonardo foi celibatário.

São João Batista 1513-1516

A nota biográfica mais explícita em relação à vida íntima de Leonardo é um registo de um tribunal florentino que descreve a acusação anónima de sodomia com prostituto masculino (Jacopo Saltarelli) feita contra Leonardo (e outros dois acusados), quando ainda se encontrava na oficina de Verrocchio. Dois meses depois Leonardo foi ilibado por falta de provas. A sodomia era considerada um crime muito grave, passível de condenação a pena de morte, razão pela qual eram exigidas provas claras da sua prática e raramente eram condenados os acusados. A homossexualidade na Florença de Leonardo era de tal forma tolerada que Florenzer era utilizado á época na Alemanha para referir em calão um homossexual. As denúncias falsas eram bastante frequentes nesse tempo, utilizadas anonimamente pelos inimigos do denunciado. É possível que tenha sido esse o caso com Leonardo. Não existe evidência que, na sua longa carreira depois de deixar Florença, Leonardo tenha sido acusado de novo do mesmo crime.
Elizabeth Abbott, na sua History of Celibacy ("História do Celibato"), argumenta que embora Leonardo fosse, provavelmente, homossexual, o trauma do caso da acusação de sodomia condenou-o ao celibato para o resto da sua vida. Uma opinião semelhante sobre um Leonardo homossexual mas casto aparece no famoso artigo de 1910 de Sigmund Freud, Leonardo da Vinci e uma Memória da sua Infância, que analisa uma recordação de Leonardo em que este descreve como, quando ainda bebé, foi atacado por uma ave de rapina que lhe abriu a boca e "me enfiou a cauda por entre os lábios repetidamente". Freud indicou que o simbolismo era claramente fálico, mas argumentou que a homossexualidade de Leonardo seria apenas latente: que nunca teria agido em conformidade com os seus desejos sexuais. Os escritos e os livros de notas deixados por Leonardo revelam uma luta com a sexualidade: numa passagem famosa dos seus livros de anotações, Leonardo afirma "o acto da procriação e tudo com ele relacionado é tão nojento que a raça humana rapidamente desapareceria se não existissem caras bonitas e inclinações sensuais".
Na sua vida adulta, Leonardo relacionou-se pouco com mulheres e nunca casou; entre os seus numerosos esboços anatómicos apenas se encontram dois desenhos detalhados dos órgãos reprodutivos femininos, um dos quais invulgarmente distorcido. No entanto, David M. Friedman refere que isso não é evidência de uma sexualidade diminuída, apenas de uma redução de interesse pelas mulheres. Argumenta que os livros de anotações de Leonardo revelam que o interesse de Leonardo por homens e pela sexualidade não foi perturbado pelo julgamento em tribunal, e concorda com o historiador de arte Kenneth Clark quando este refere que Leonardo nunca se tornou um assexuado.

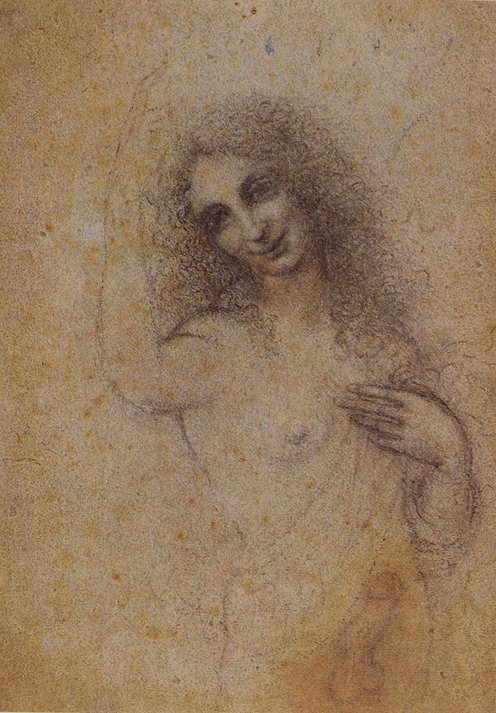
The Incarnate Angel, (desenho a carvão, c. 1515) claramente relacionado com o quadro "São João Batista".

Serge Bramly também refere que "o facto de Leonardo advertir contra a a luxúria não significa que ele próprio fosse casto". Michael White, em Leonardo: The First Scientist indica que é provável que o julgamento tenha provocado em Leonardo um sentimento de cautela e defesa em relação às suas relações pessoais e à sua sexualidade, mas não o terá dissuadido de manter relações íntimas com homens: "não há muitas dúvidas de que Leonardo continuou a ser um homossexual praticante.".
Os registos históricos mostram que, depois do julgamento, Leonardo manteve duas ligações de longa duração com rapazes: os seus dois alunos Gian Giacomo Caprotti da Oreno, de alcunha Salai ou Il Salaino (com o sentido de "diabinho"), que chegou à sua casa em 1490 com apenas 10 anos, e Francesco Melzi, o filho de um aristocrata de Milão, que se tornou seu aprendiz em 1506. Outras relações, com um homem desconhecido chamado Fioravante Domenico e com um falcoeiro, Bernardo di Simone, são sugeridas na biografia escrita por Michael White, embora as relações com Salai e Melzi tenham sido as mais duradouras.
Vasari descreve Salai como um "gracioso e bonito rapaz com um belo cabelo ondulado" e o seu nome é referido (embora riscado) no verso de um desenho erótico feito por Leonardo, The Incarnate Angel; redescoberto em 1991 numa coleção alemã, trata-se de um de uma série de desenhos eróticos de Salai (e outros?)feitos por Leonardo, originalmente na British Royal Collection, sendo possivelmente uma variante bem-humorado do seu "São João Batista". O "Diabinho" fez jus ao seu nome: um ano após o ter recebido, Leonardo elaborou uma lista das suas qualidades, incluindo "ladrão, mentiroso, teimoso e glutão". Apesar do seu mau comportamento geral - foi apanhado a roubar dinheiro e valores em, pelo menos, cinco ocasiões, gastou fortunas em vestuário e morreu, talvez, num duelo - Salai manteve-se como companheiro, assistente e serviçal de Leonardo por trinta anos, tendo recebido, em testamento, a Mona Lisa, já então muito valorizada.
Vinte anos mais tarde, o conde Melzi que foi um companheiro mais tranquilo, embora talvez menos excitante, para o velho Leonardo. Numa carta, Melzi descreve a intimidade da sua relação com Leonardo como sviscerato et ardentissimo amore ("profundo e ardentíssimo amor"), e foi ele, mais que Salai, que acompanhou Leonardo nos seus últimos dias em França. Melzi teve subsequentemente um papel importante como guardião dos livros de apontamentos de Leonardo, preparando-os para publicação de acordo com os desejos do seu mestre. No entanto, apesar de ser Melzi quem acompanhou Leonardo no seu leito de morte, um dos dois retratos que o artista manteve sempre na sua mesa de cabeceira foi o retrato de Salai como São João Batista, sorrindo enigmaticamente e apontando para o ceú com um dos dedos.